# Schloss Hegi
Das Schloss Hegi steht in Hegi östlich der Stadt Winterthur im Schweizer Kanton Zürich. Es gilt als typisches Beispiel eines spätgotischen Herrensitzes in der Nordostschweiz. Der Name leitet sich ab vom Wort Hag; zürichdeutsch für Zaun. Das Schloss ist als Kulturgut von nationaler Bedeutung eingestuft.

## Geschichte
Als Erbauer der Anlage gelten die Herren von Hegi, die 1225 mit Wetzel I. erstmals urkundlich erwähnt werden.
Die Burg stand auf dem Land des Bischofs von Konstanz, dessen Ministeriale die Herren von Hegi waren. Zudem waren sie für den Abt des Klosters Petershausen als Meier in Wiesendangen tätig und besassen kyburgische, und später habsburgische Lehen.
Der letzte männliche Vertreter der Familie, Hugo IV., übergab die Burg um 1460 Jakob von Hohenlandenberg, dem Ehemann seiner Schwester Barbara. Unter Jakobs Söhnen Ulrich und Hugo wurde Hegi stark erweitert. Hugo, der bedeutendste Vertreter der Familie, war 1496 bis 1532 Bischof von Konstanz.

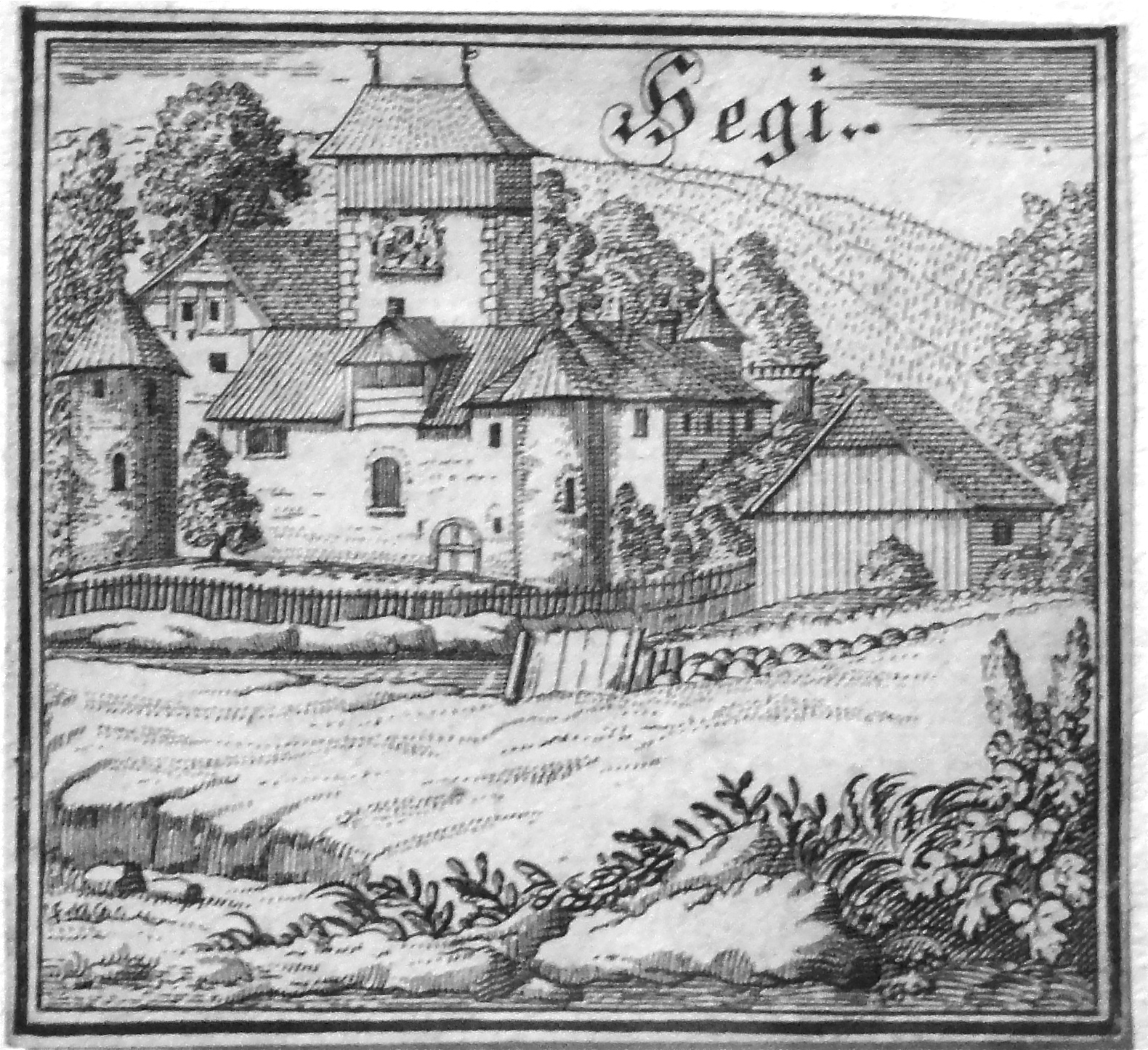
Zeichnung von Felix Bluntschli, 1742

1519 kam die Herrschaft Hegi durch die Heirat von Barbara von Hohenlandenberg mit Kaspar von Hallwyl in Besitz der Aargauer Familie. Hans von Hallwyl erwarb die niedere Gerichtsbarkeit über das Dorf Hegi und kauft weitere Rechte hinzu, wodurch Hegi zum Zentrum einer kleinen Herrschaft wurde. 1587 verhinderte die Stadt Zürich den Verkauf des Schlosses an die Winterthurer. Sie kaufte es selbst und richtete darin eine Obervogtei ein. Trotzdem blieb Hegi ein Lehen des Bistums Konstanz.
Nach dem Ende der Alten Eidgenossenschaft 1798 kam das Schloss Hegi zuerst in den Besitz der Familie Fahrner, dann an verschiedene andere Besitzer. 1915 kam das Schloss in den Besitz des Zürcher Geschichtsprofessors Friedrich Hegi-Naef (1878–1930).
1947 erwarb die Stadt Winterthur für 358'000 Franken das Schloss. Sie machte es der Öffentlichkeit zugänglich und eröffnete in Teilen des Gebäudes 1953 eine Jugendherberge, die im Jahr 2000 geschlossen wurde. Heute dient die Burg als Museum und wird vom Verein Schloss Hegi für kulturelle Veranstaltungen genutzt.
Auf alten Abbildungen ist auf der Ostseite ein Pflanzgarten abgebildet. 2012 wurde nach diesem Vorbild ein neuer Garten mit alten Gemüsesorten angelegt. In einer zweiten Etappe soll im Süden ein Strauss- und Kräutergarten entstehen.
Eine Zusammenarbeit mit den Pädagogischen Hochschulen Zürich und Nordostschweiz wird angestrebt.

## Baugeschichte

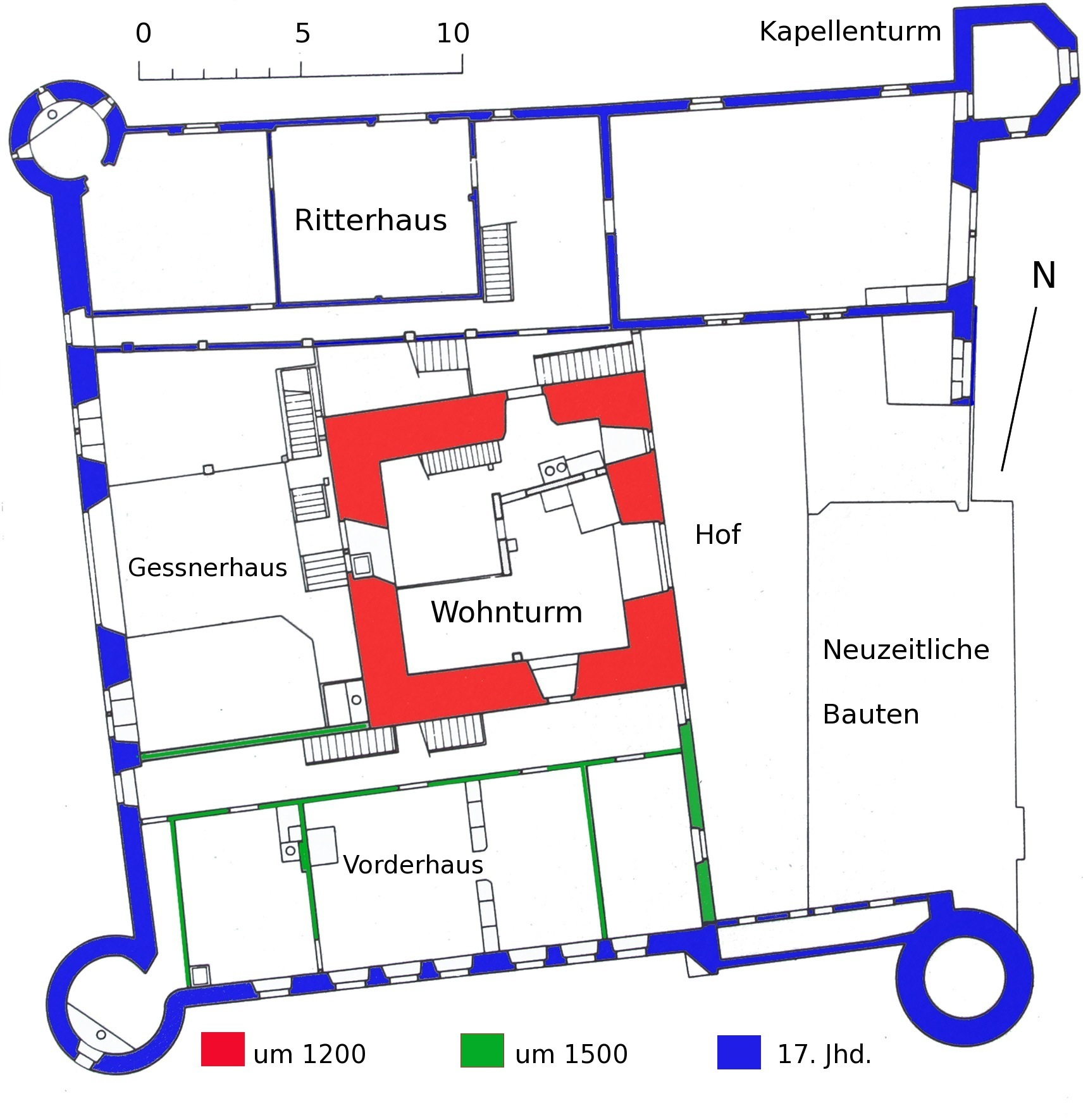
Plan der Anlage

Die Baugeschichte lässt sich in drei Etappen unterteilen. Ein Turm mit einem Grundriss von 9 auf 10 Metern und 1,6 Meter starken Mauern bildet das Zentrum und ist zugleich der älteste Teil der Anlage. Vor 1707 trug er einen hölzernen Obergaden und war ursprünglich nur über einen Hocheingang auf der Nordseite zugänglich. Später wurden von den angrenzenden Gebäuden direkte Zugänge geschaffen.
Durch die Brüder Ulrich und Hugo von Landenberg wurde die Burg Hegi um 1500 grundlegend umgestaltet. Sie liessen auf der Nordseite das dreigeschossige Ritterhaus bauen, einen 28 Meter langen Riegelbau. Auf den übrigen drei Seiten entstand eine Ringmauer und an drei Ecken wurden Rundtürme gebaut, die jedoch mehr symbolischen als wehrhaften Charakter haben.
An der Nordostecke erbaute man den zweigeschossigen sechseckigen Kapellenturm. Die gesamte Anlage war mit einem Wassergraben umgeben, der von einem Arm der Eulach gespeist wurde. Im 18. Jahrhundert wurde er wieder aufgefüllt. Ob der Turm schon früher von einem Graben umgeben war, ist ungewiss. Der Chronist Johannes Stumpf bezeichnete 1548 die Burg Hegi als Weiherhaus.
Unter den Zürcher Vögten wurde 1613 unter Johann Jakob Gessner auf der Westseite des Wohnturms der Hof überdacht und im dadurch entstandenen neuen Gebäude, dem Gessnerhaus, Stallungen und Räume für Gesinde eingerichtet. Vermutlich etwas später entstand auf der Südseite das Vorderhaus, das 1805 seine heutige Gestalt erhielt.
1707 fiel der hölzerne Obergaden des alten Wohnturms einem Brand zum Opfer. Er wurde durch ein aufgemauertes Stockwerk ersetzt und mit einem Satteldach versehen. 1805 wurde nach Entwürfen von Hans Conrad Bluntschli (1737–1812) die Eingangsseite umgestaltet.
Friedrich Hegi-Naef liess zwischen 1915 und 1930 das Schloss umsichtig restaurieren. Dabei wurden auch störende Anbauten aus früherer Zeit entfernt.

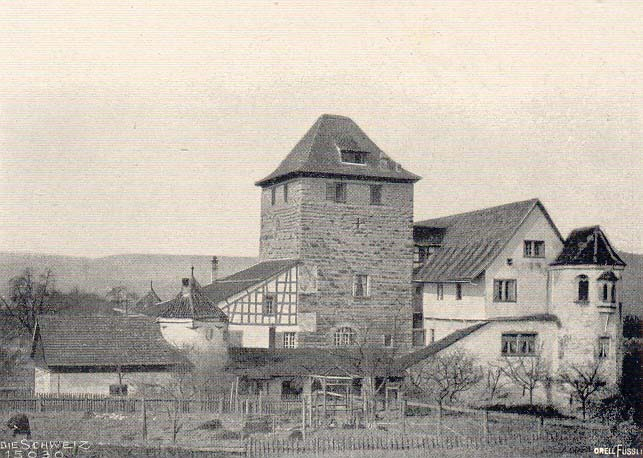
1904 vor der Restaurierung
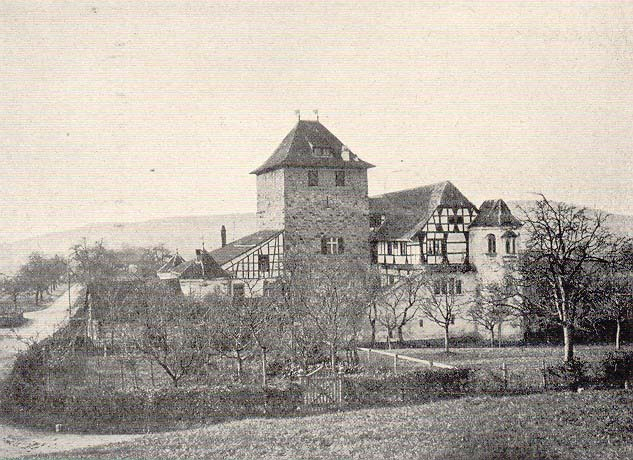
1924 nach der Restaurierung
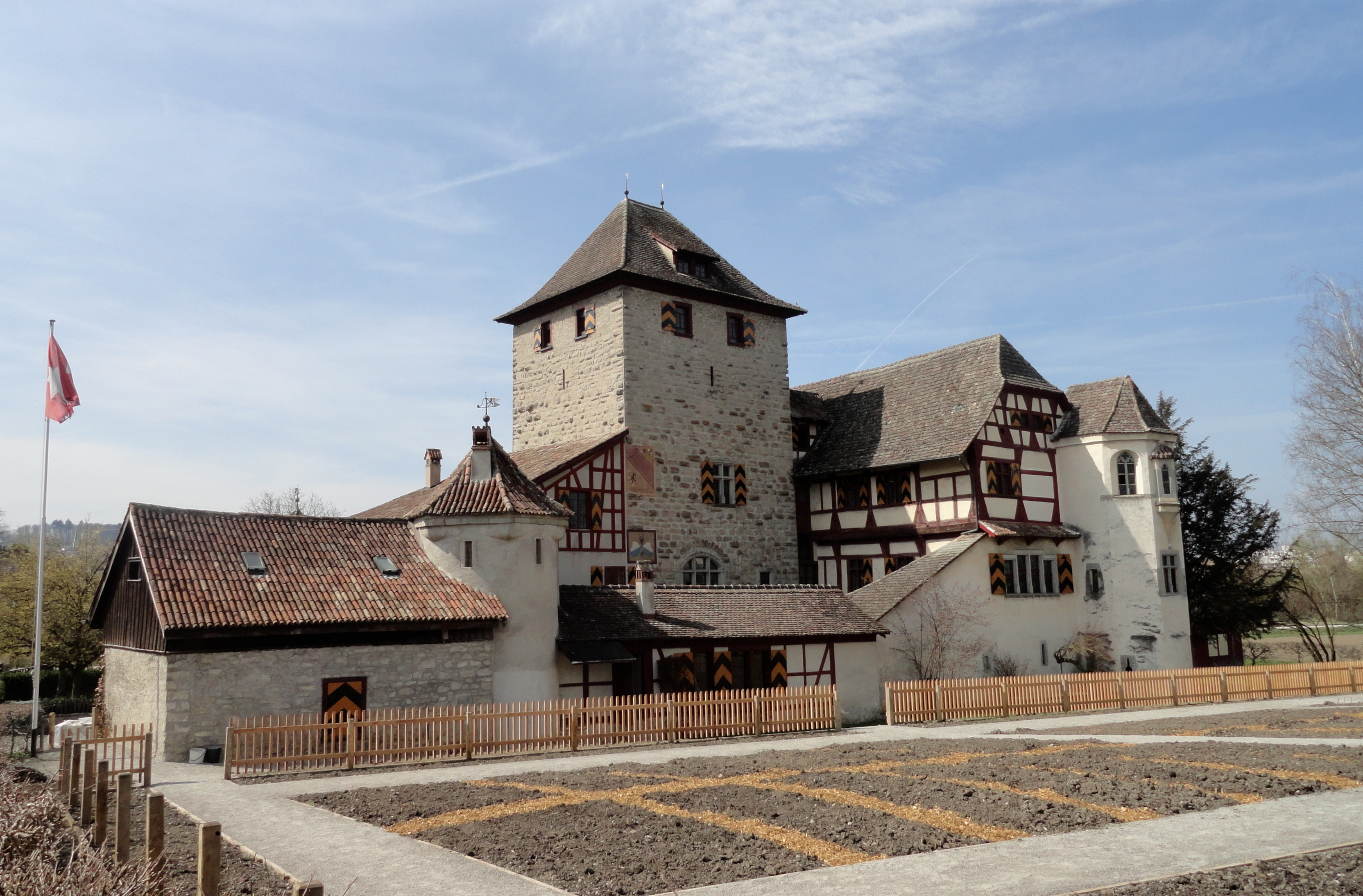
Ostseite
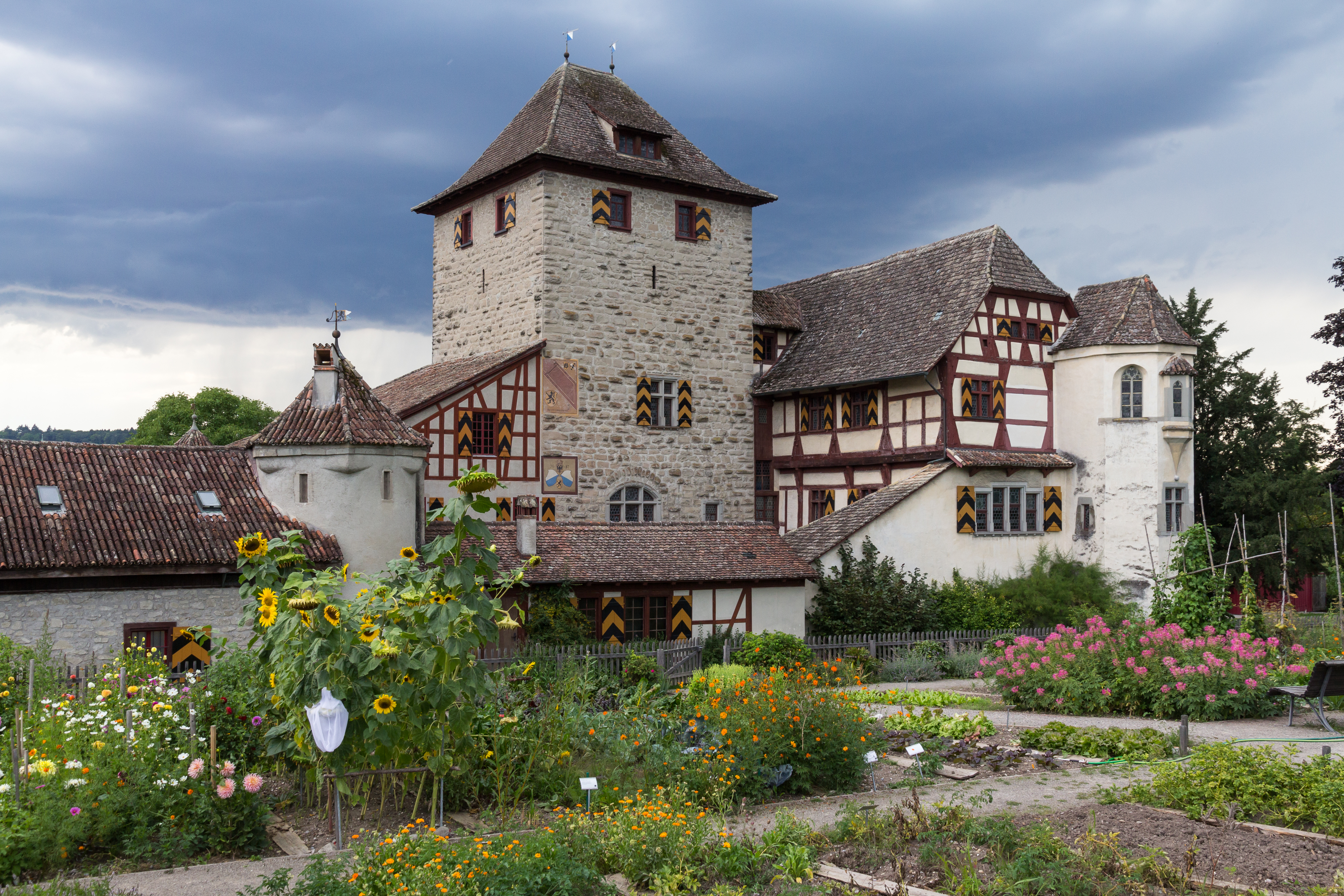
Ostseite mit Garten
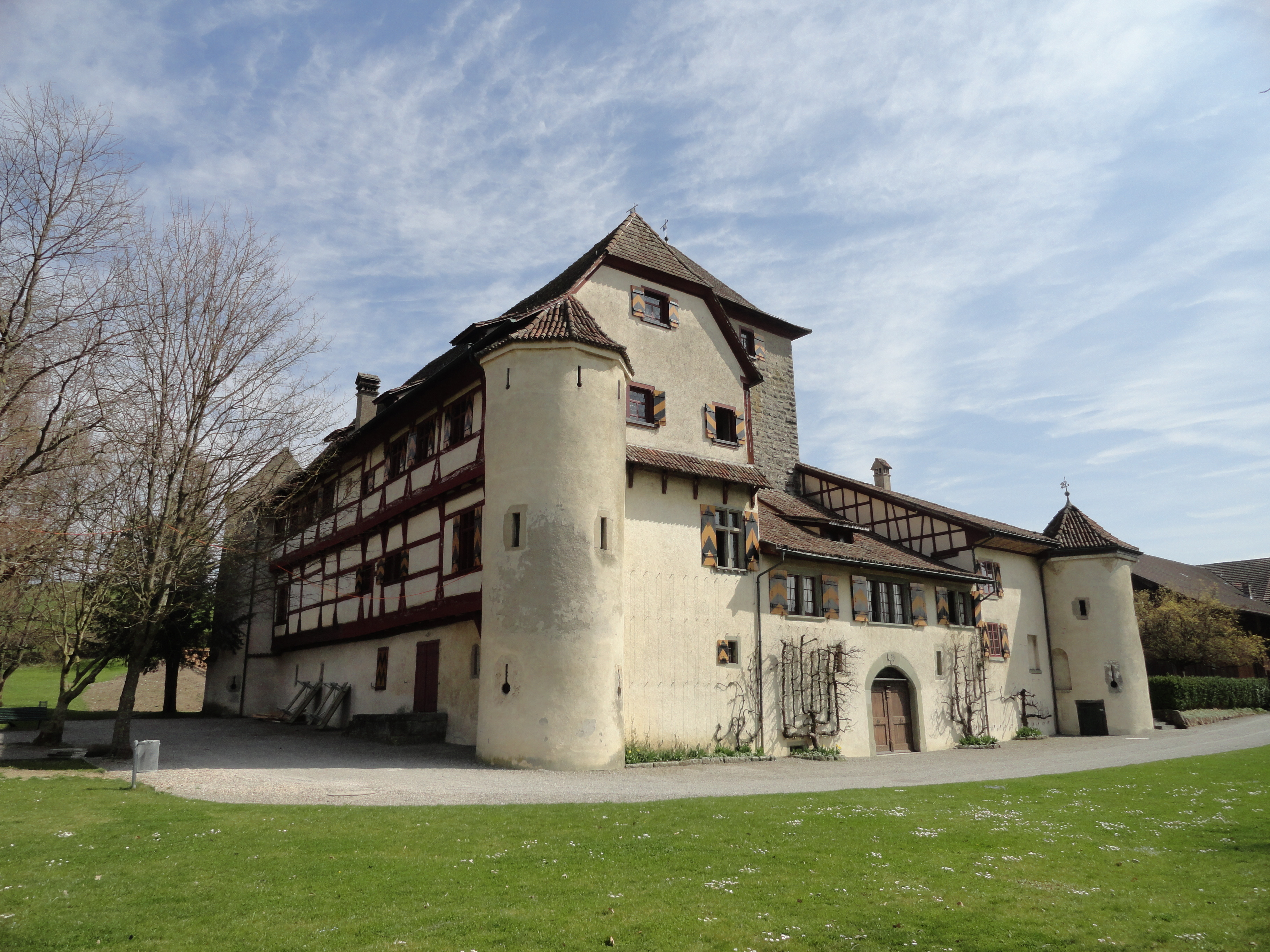
Nordwestecke
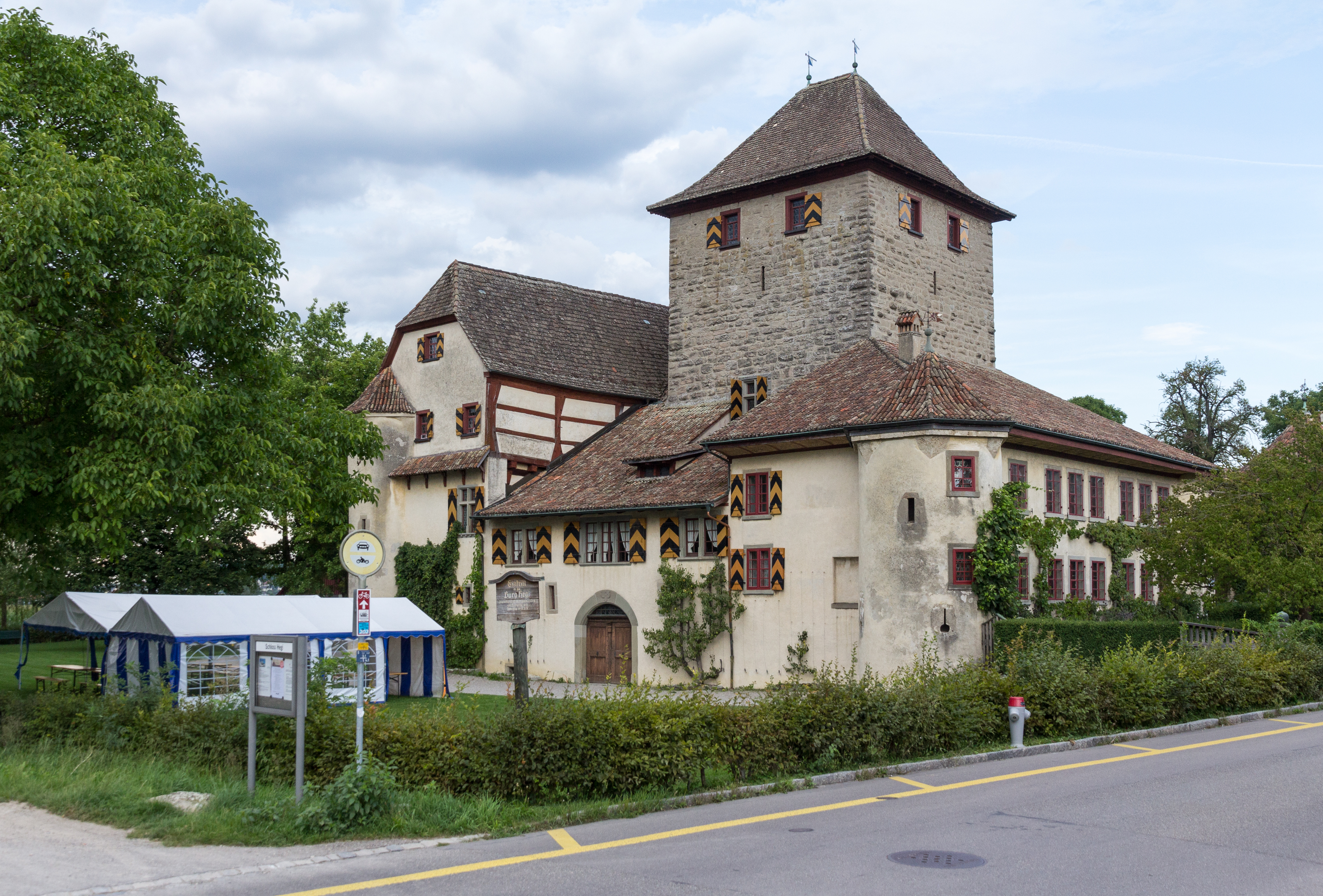
Südwestansicht

## Räume
Das «spätgotische Zimmer» mit seiner gewölbten Holzdecke im ersten Obergeschoss stammt aus der Zeit um 1500 und wurde aus dem Museum von Stein am Rhein nach Hegi zurückgebracht. Der grüne Reliefkachelofen stammt aus dem Anfang des 17. Jahrhunderts und wurde 1919 aus Wagenhausen ins Schloss gebracht.
Auch die «Untere Vogtstube» mit ihren Malereien und Glasfenstern aus dem 17. Jahrhundert liegt im ersten Obergeschoss. In der Fensterleibung sind die Allianzwappen Hohenlandenberg-Hegi und Hohenlandenberg-von Mülinen dargestellt. Die dekorativen Fenstermalereien und die 1919 restaurierten Fresken werden Hans Haggenberg zugeschrieben. Der grüne Turmofen stammt aus dem späten 16. Jahrhundert; er wurde aus Rheineck nach Hegi gebracht.
Die «Obere Vogtstube» liegt im zweiten Obergeschoss. An der Decke des Saales finden sich Reste von Schnitzereien aus der Kirche von Erlenbach, die 1496 von Blesy Wercher geschaffen wurden. Die gemalten Wandsprüche stammen aus dem 17. Jahrhundert, die Freskenreste aus dem Jahr 1512 aus der Kirche von Turbenthal. Die farbigen Wappenscheiben stammen aus dem 16. und 17. Jahrhundert.
Die «Obere Kapelle», ein polygonaler Raum mit achtteiligem Sterngewölbe wurde vermutlich von Hugos Vater Jakob von Hohenlandenberg gebaut.

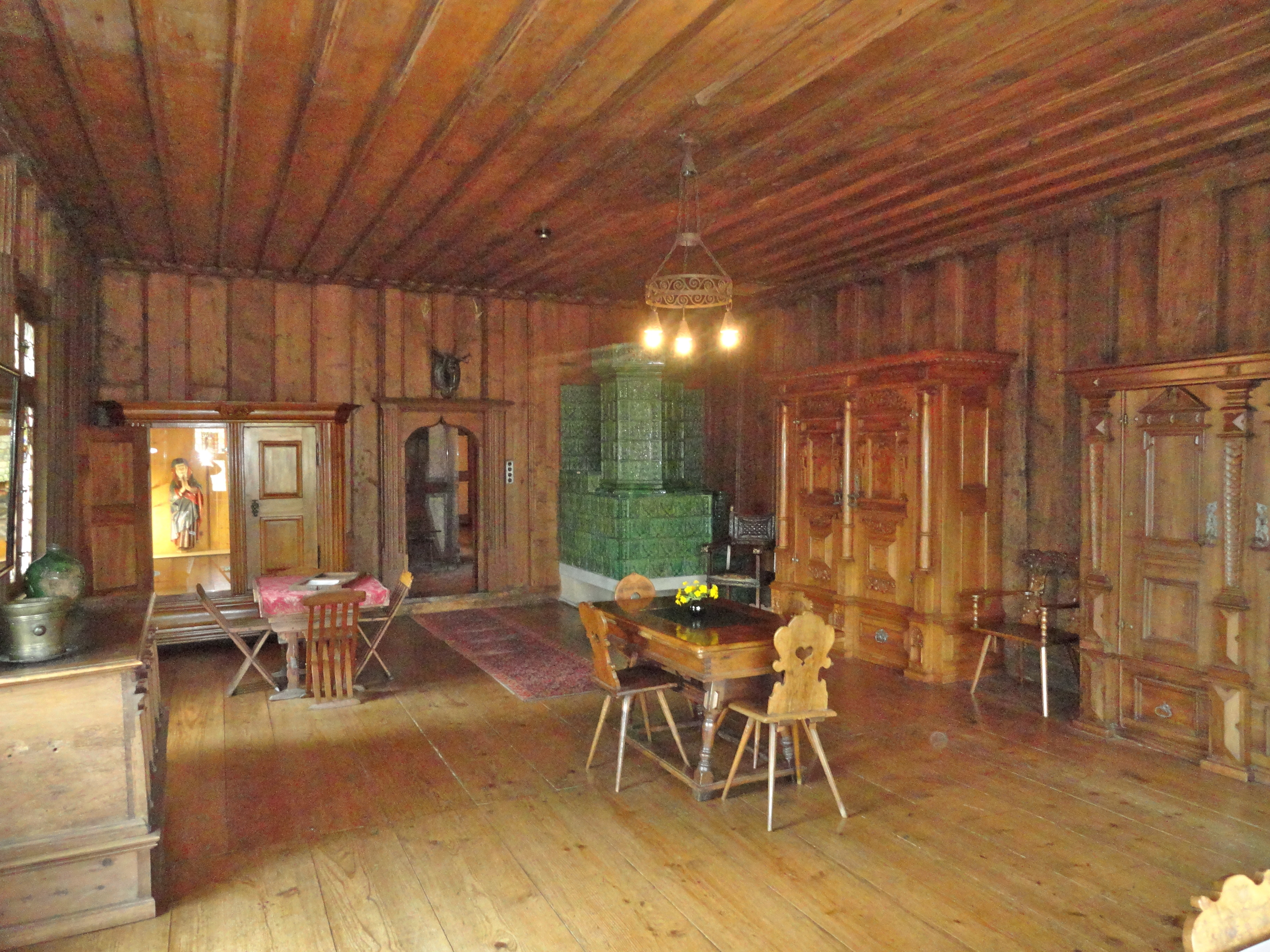
Untere Vogtstube
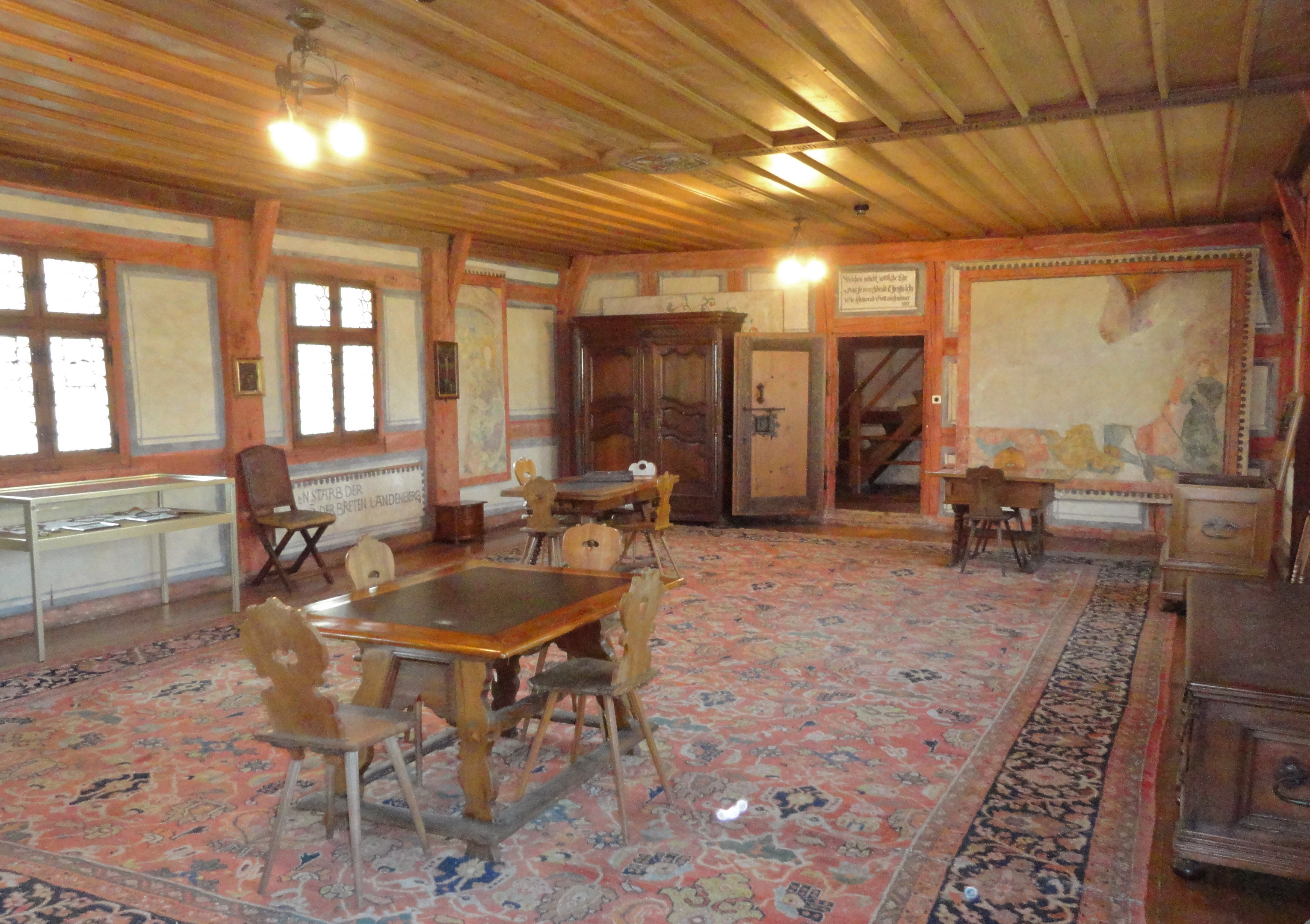
Obere Vogtstube
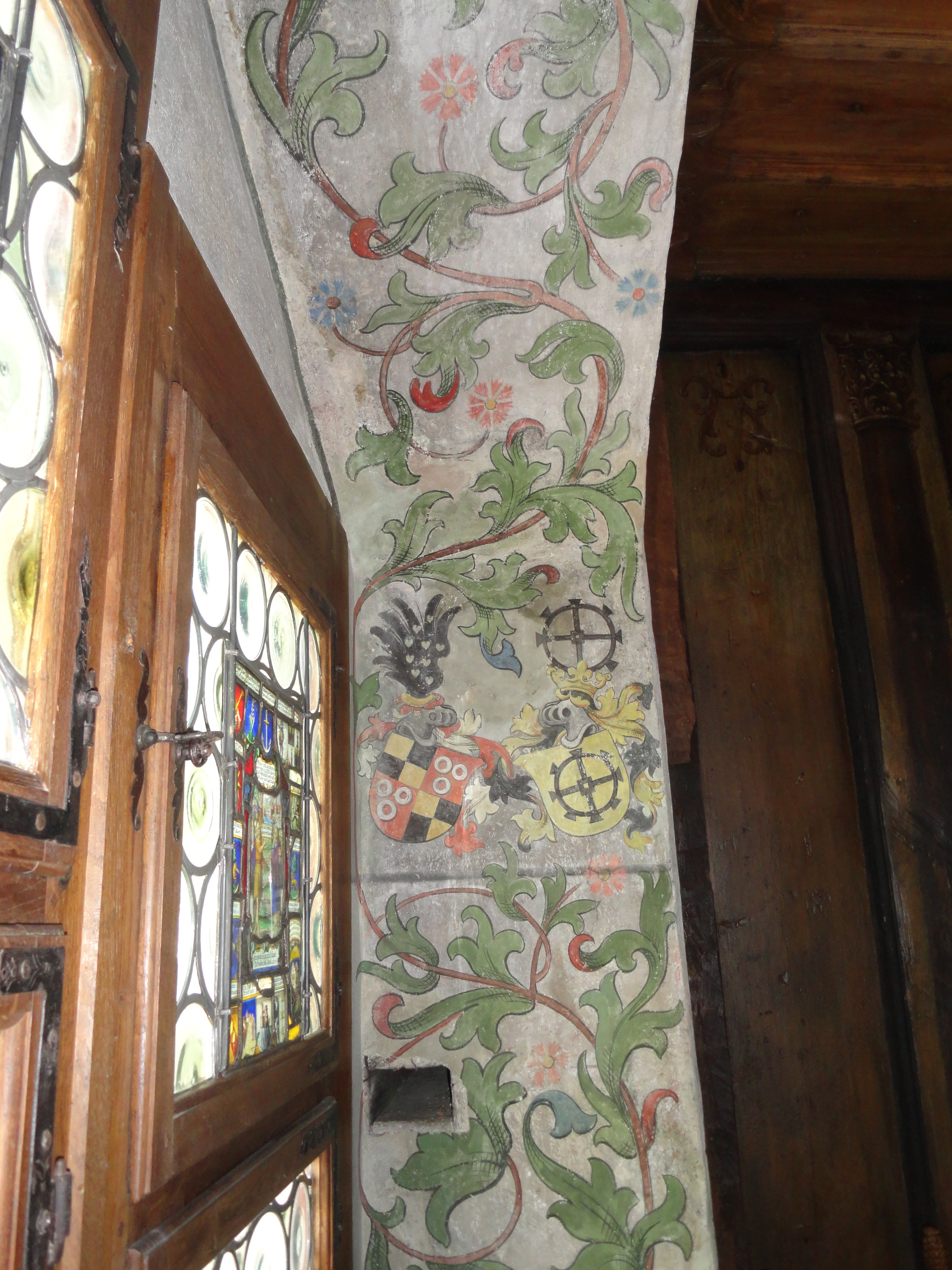
Gewändemalerei
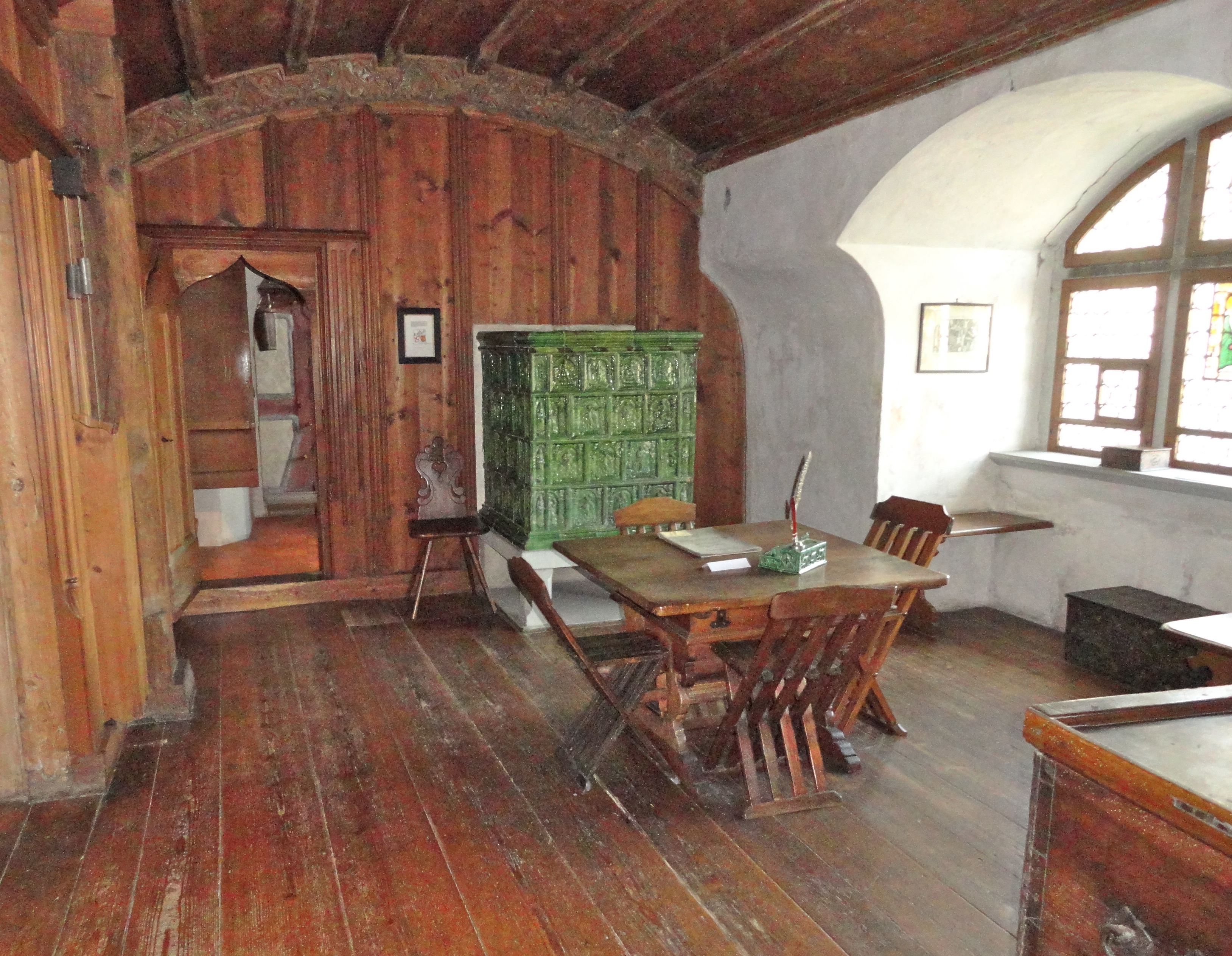
Gotische Stube
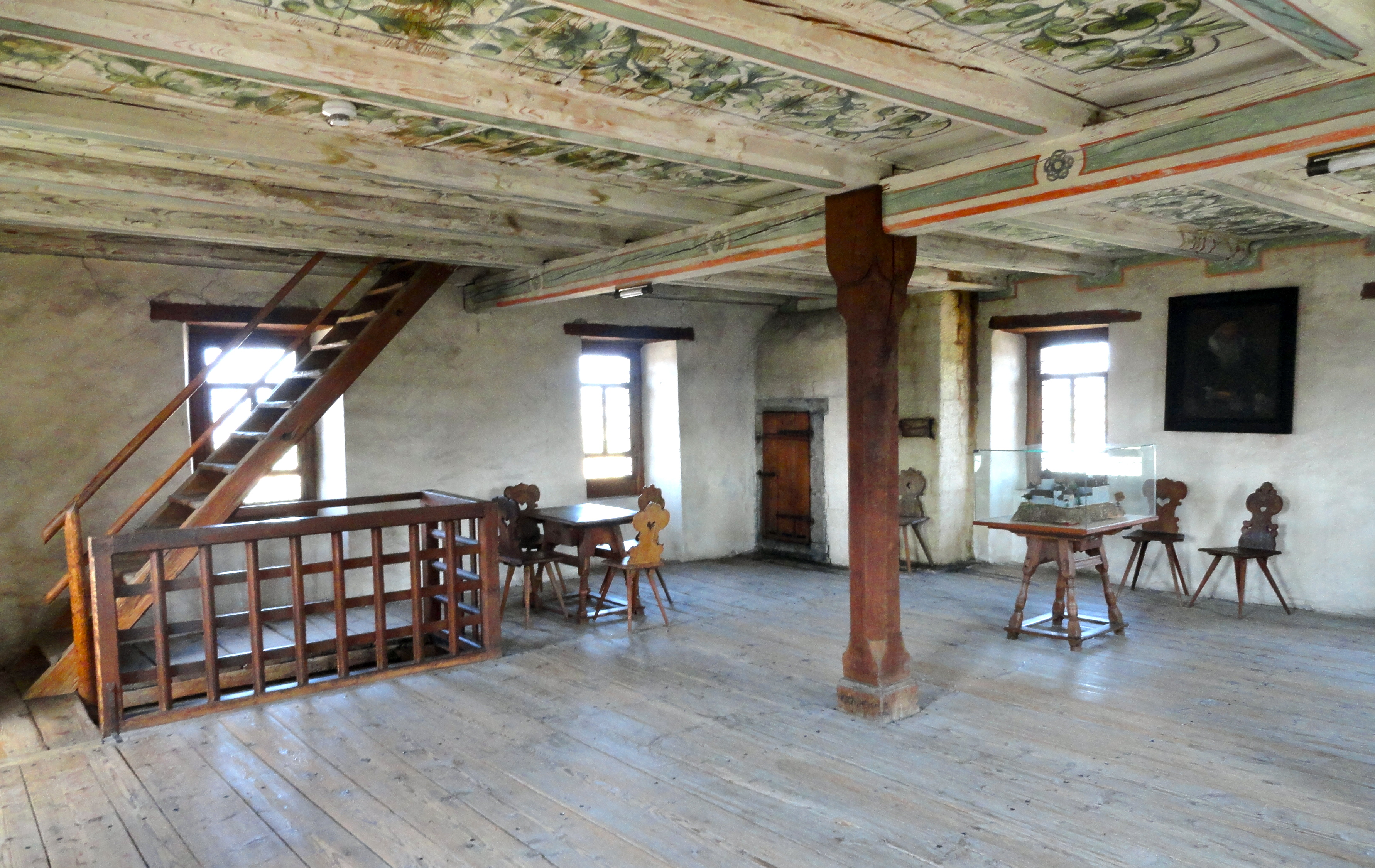
Dachraum
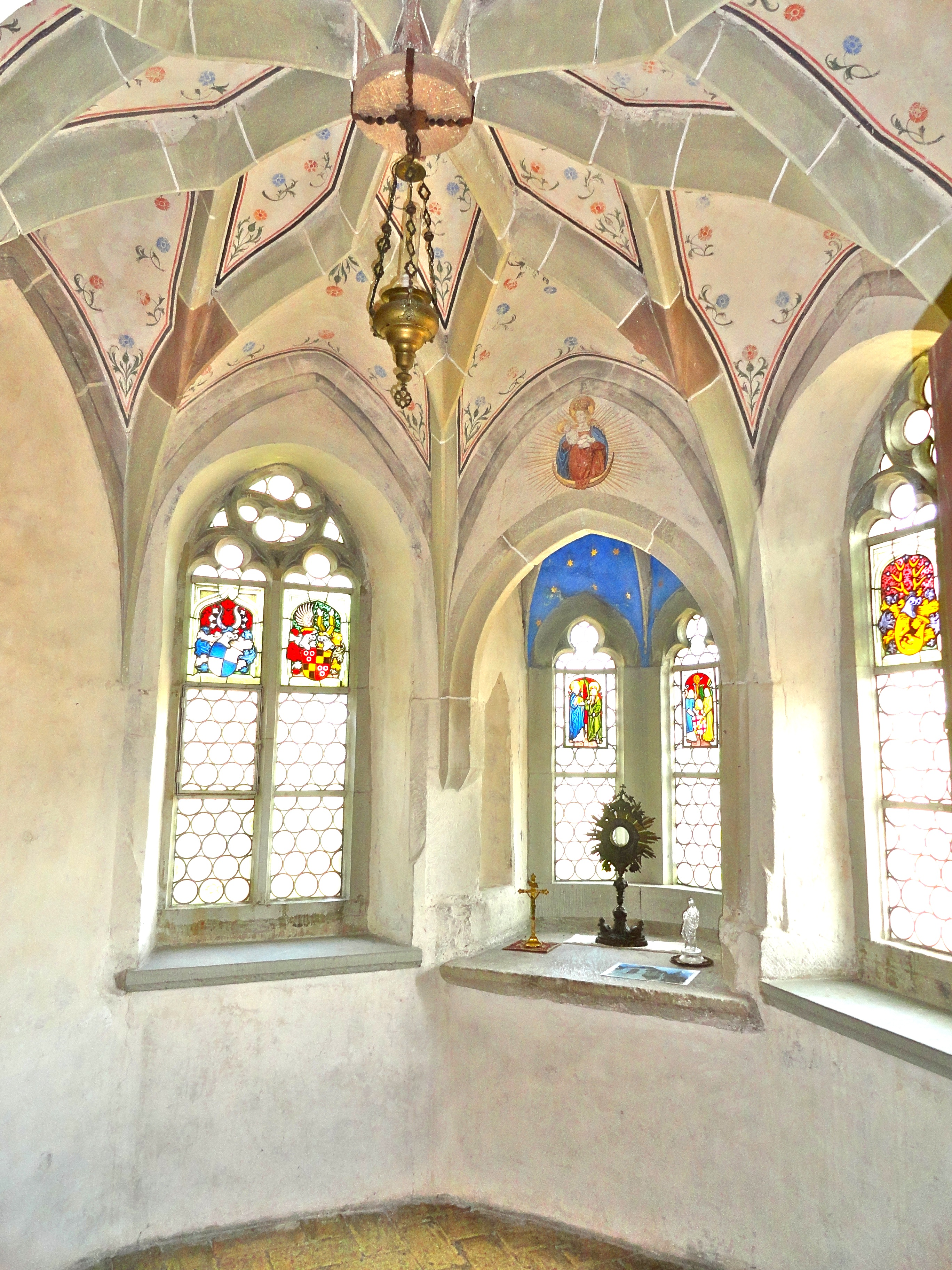
Kapelle